# Mezquita Al-Fath
Al-Fath es una mezquita ubicada en el barrio Planoise, de la ciudad francesa de Besanzón.

## Toponimia
El término Al-Fath significa "el destino" en idioma árabe.

## Historia
La asociación Al-Fath existe desde la década del 2000, en el barrio de Planoise, Besanzón, Doubs, Francia.
Debido a que el local donde se reunía la asociación debía ser demolido, se decidió construir una nueva mezquita en 2004. La asociación Al-Fath trabaja fundamentalmente para la educación islámica y cívica, eventos deportivos, viajes, asistencia a musulmanes en tareas administrativas, etc. La ciudad de Besanzón le alquila un terreno por un euro simbólico, durante 99 años. Para financiar la construcción del edificio, la asociación Al-Fath apeló a las donaciones de los musulmanes de la zona. En 2008, la asociación fue reinstalada y el primer imán (Señor Dahmani) asumió esa función.